# Atletica leggera ai Giochi della I Olimpiade - Salto triplo
La gara di salto triplo dei giochi della I Olimpiade si tenne il 7 aprile 1896 ad Atene, nello Stadio Panathinaiko, in occasione dei primi Giochi olimpici dell'era moderna. Vi parteciparono sette atleti provenienti da cinque nazioni.
Il salto triplo è una specialità nata in Irlanda; lo stile irlandese (two hops and a jump) prevede due balzi sulla gamba "migliore" e un salto finale. I migliori atleti al mondo superano i 14,50 metri. Guarda tutti dall'alto Thomas Kiely, che ha saltato più di 15 metri. La miglior prestazione mondiale del 1895, 14,770 m, appartiene a un altro irlandese, Tim Ryan. Ad Atene però non ci sono irlandesi in gara.

## Risultati
La gara si tiene il 6 aprile a partire dalle 15:30, in contemporanea con le batterie dei 100 metri piani. Poiché è la prima finale del giorno, il suo vincitore risulta essere il primo campione olimpico della storia moderna.
Non ci sono prescrizioni sullo stile: c'è, per esempio, chi alterna la gamba ad ogni salto, come una normale corsa balzata alternata. Il francese Alexandre Tuffère, invece, carica la gamba di stacco e poi ricade su gambe alternate nei primi due salti. Questo stile, molto più redditizio, gli consente di prevalere sugli altri concorrenti europei.
 
Anche James Connolly adotta lo stesso stile. Gli americani lo chiamano hop, step and jump. In prova, però, Connolly si accorge che la pedana è così soffice che le scarpe rischiano di piantarsi. Decide allora di adottare il vecchio stile irlandese, che non usava più da quando era ragazzo. Gli bastano due tentativi: vince l'oro con un metro di distacco.
| Pos.    | Paese       | Atleta            | Età | Misura  |
| ------- | ----------- | ----------------- | --- | ------- |
| Oro     | Stati Uniti | James Connolly    | 27  | 13,71 m |
| Argento | Francia     | Alexandre Tuffère | 19  | 12,70 m |
| Bronzo  | Grecia      | Ioannis Persakis  | 18  | 12,52 m |
| 4       | Ungheria    | Alajos Szokoly    | 24  | 12,30 m |
| 5       | Germania    | Carl Schuhmann    | 26  | 11,50 m |
| 6-7     | Germania    | Fritz Hofmann     | 24  | n/d     |
| 6-7     | Grecia      | Chrīstos Zoumīs   | 20  | n/d     |